# Región de Anatolia Oriental
La región de Anatolia Oriental (en turco, Doğu Anadolu Bölgesi) es una de las siete regiones en las que se divide Turquía. Se encuentra al este del país.

## Provincias

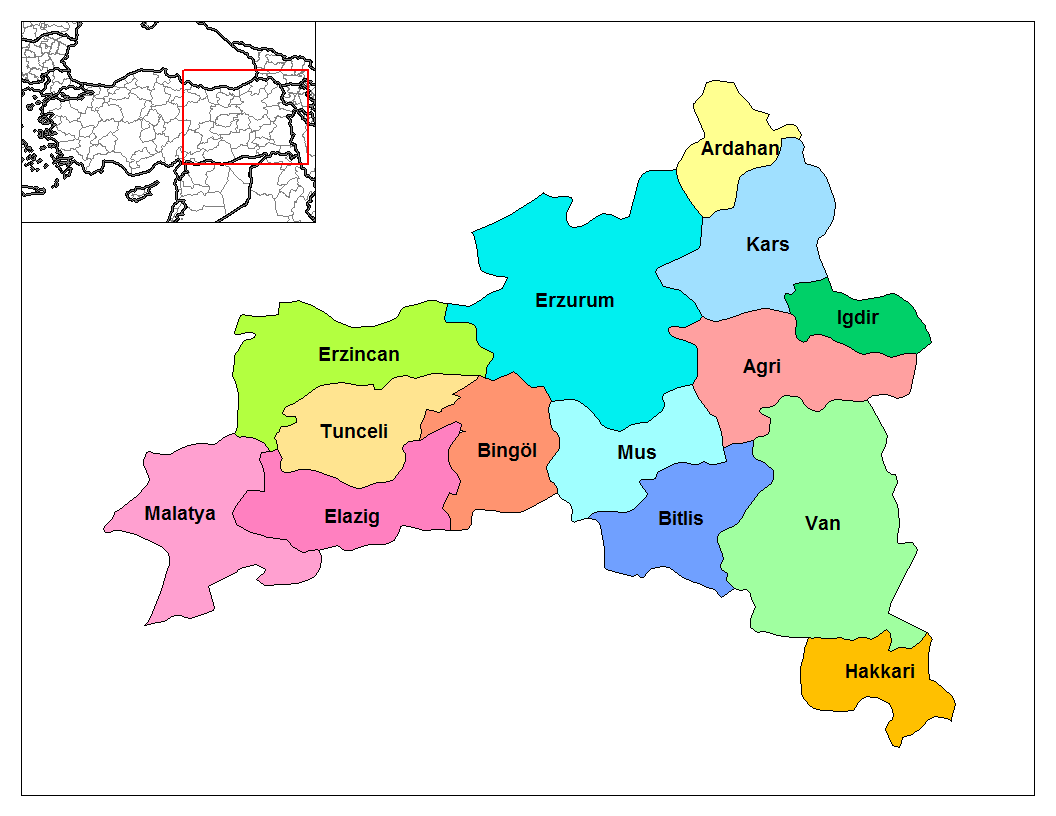
Región de Anatolia Oriental.

- Provincia de Ağrı
- Provincia de Ardahan
- Provincia de Bingöl
- Provincia de Bitlis
- Provincia de Elazığ
- Provincia de Erzincan
- Provincia de Erzurum
- Provincia de Hakkâri
- Provincia de Iğdır
- Provincia de Kars
- Provincia de Malatya
- Provincia de Muş
- Provincia de Tunceli
- Provincia de Van